# Bergama
Bergama là một huyện thuộc tỉnh İzmir, Thổ Nhĩ Kỳ. Huyện có diện tích 1722 km² và dân số thời điểm năm 2007 là 102581 người, mật độ 60 người/km².